# Arkinareti
Arkinareti (en georgiano: არკინარეთი) o Aryinarag (en osetio: Æрдзынарæг) es una aldea que pertenece a la parcialmente reconocida República de Osetia del Sur, parte del distrito de Tsjinval, aunque de iure pertenece al municipio de Eredvi de la región de Iberia Interior de Georgia.

## Geografía
Arkinareti se encuentra a orillas del río Arkinareti, a 26 kilómetros de Tsjinvali. La aldea se administra desde el pueblo de Zemo Bikari. 

## Historia
Según Vajushti Bagrationi, la aldea se llamaba anteriormente Akanaturi (en georgiano: აკანათური) y formaba parte del ducado de Istrili. En el siglo X, junto con Istrilisjevi, formó parte de Tskhradzmisjevi, y entre los siglos XIII y XIV formó parte del ducado de Ksani. La población de la aldea ha sido georgiana desde la antigüedad, aunque aparece población osetia desde la segunda mitad del siglo XVIII. 
Tras la guerra de Osetia del Sur de 1991-1992, los osetios lograron controlar el pueblo. Desde 2006, forma parte del municipio de Eredvi y después de la guerra ruso-georgiana en agosto de 2008, la aldea siguió bajo el control de la República de Osetia del Sur.

## Demografía
La evolución demográfica de Arkinareti entre 1916 y 2015 fue la siguiente:
| 98                                                       | 103 | 108 | 96 | 76 | 71 | 39 | 8 |
| (Fuente: Population of South Ossetia since Soviet times) |     |     |    |    |    |    |   |

Según el censo soviético de 1959, la mayoría de la población local eran osetios. En los distintos censos, la composición étnica del pueblo era la siguiente:
|              | 1916      | 1916       |
| Grupo étnico | Población | Porcentaje |
| ------------ | --------- | ---------- |
| Georgianos   | 0         | 0%         |
| Osetios      | 98        | 100%       |
| Total        | 98        | 100%       |

## Infraestructura

### Arquitectura, monumentos y lugares de interés
Entre los monumentos arquitectónicos destacan la iglesia de Kvetaltsminda, la iglesia de Arkinareti y la iglesia de San Jorge.